# Rally Dakar de 2024
El Rally Dakar de 2024 fue la cuadragésima sexta edición. Se llevó a cabo desde el 5 hasta el 19 de enero de 2024, y por quinto año consecutivo en Arabia Saudita. Fue organizada por Amaury Sport Organisation (ASO).
El esquema de la ruta de la carrera se presentó el 20 de noviembre de 2023. La ruta comenzó con una etapa «prólogo» saliendo y llegando a Alula. La ruta volvió este año al «Cuadrante Vacío». La etapa maratón se realizó en la etapa (seis) que además fue una etapa de 48 horas donde los participantes durmieron en el desierto.

## Cambios
Se anunciaron algunos cambios para la edición de ese año:
Desde 2022 el rally Dakar es la primera fecha del Campeonato Mundial de Rally Raid y para este año los nombres de las categorías se modifican y se adaptan a la nomenclatura de la FIM y la FIA
También se llegó al acuerdo de renombrar las categorías actuales de los autos, con los cinco grupos conocidos como T1, T2, T3, T4 y T5.
T1 pasa a llamarse "Ultimate", que son vehículos de mayor porte. La T2, vehículos de producción "Stock". La T3 prototipos todo terreno modificados se llaman "Challenger" y los T4 de UTV son los "SSV". Los T5, simplemente "Camiones". El Campeonato Mundial FIA de Rally Raid para pilotos T3 se conoce como Campeonato Mundial FIA de RallyRaid para pilotos Challenger.

## Etapas
| Etapa   | Fecha     | Fecha       | Inicio       | Final        | Total/Especial      |
| ------- | --------- | ----------- | ------------ | ------------ | ------------------- |
| Prólogo | Viernes   | 5 de enero  | Al-Ula       | Al-Ula       | 158 km / 28 km      |
| 1       | Sábado    | 6 de enero  | Al-Ula       | Al Henakiyah | 532 km / 405 km     |
| 2       | Domingo   | 7 de enero  | Al Henakiyah | Ad Dawadimi  | 662 km / 470 km     |
| 3       | Lunes     | 8 de enero  | Ad Dawadimi  | Al Salamiya  | 733 km / 440 km     |
| 4       | Martes    | 9 de enero  | Al Salamiya  | Hofuf        | 631 km / 299 km     |
| 5       | Miércoles | 10 de enero | Hofuf        | Shubaytah    | 727 km / 118 km     |
| 6 A     | Jueves    | 11 de enero | Shubaytah    |              | 766 km /            |
| 6 B     | Viernes   | 12 de enero |              | Shubaytah    | 532 km              |
|         | Sábado    | 13 de enero | Riad         | Riad         | Día de descanso     |
| 7       | Domingo   | 14 de enero | Riad         | Ad Dawadimi  | 873 km / 483 km     |
| 8       | Lunes     | 15 de enero | Ad Dawadimi  | Hail         | 678 km / 458 km     |
| 9       | Martes    | 16 de enero | Hail         | Al-Ula       | 639 km / 417 km     |
| 10      | Miércoles | 17 de enero | Al-Ula       | Al-Ula       | 609 km / 371 km     |
| 11      | Jueves    | 18 de enero | Al-Ula       | Yanbu        | 587 km / 480 km     |
| 12      | Viernes   | 19 de enero | Yanbu        | Yanbu        | 328 km / 175 km     |
| Total   |           |             |              |              | 7.923 km / 4.676 km |
| Fuente: |           |             |              |              |                     |

## Resultados de etapas
Fuente: dakar.com

### Motos
| Etapa | Ganador de la etapa          | Tiempo   | Líder de la general  |
| ----- | ---------------------------- | -------- | -------------------- |
| Pr    | Tosha Schareina (Honda)      | 00:17:35 | Tosha Schareina      |
| 1     | Ross Branch (Hero)           | 04:56:01 | Ross Branch          |
| 2     | José Ignacio Cornejo (Honda) | 04:24:17 | Ross Branch          |
| 3     | Kevin Benavides (KTM)        | 04:39:28 | Ross Branch          |
| 4     | José Ignacio Cornejo (Honda) | 02:51:11 | José Ignacio Cornejo |
| 5     | Pablo Quintanilla (Honda)    | 01:32:53 | Ross Branch          |
| 6     | Adrien Van Beveren (Honda)   | 07:57:29 | Ricky Brabec         |
| 7     | José Ignacio Cornejo (Honda) | 05:18:33 | Ricky Brabec         |
| 8     | Kevin Benavides (KTM)        | 03:35:03 | Ricky Brabec         |
| 9     | Adrien Van Beveren (Honda)   | 04:36:46 | Ricky Brabec         |
| 10    | Ricky Brabec (Honda)         | 03:51:39 | Ricky Brabec         |
| 11    | Ross Branch (Hero)           | 04:51:57 | Ricky Brabec         |
| 12    | Kevin Benavides (KTM)        | 01:48:40 | Ricky Brabec         |

### Quads
| Etapa | Ganador de la etapa                         | Tiempo   | Líder de la general     |
| ----- | ------------------------------------------- | -------- | ----------------------- |
| Pr    | Francisco Moreno Flores (Yamaha Raptor 700) | 00:21:31 | Francisco Moreno Flores |
| 1     | Marcelo Medeiros (Yamaha Raptor 700)        | 05:37:04 | Marcelo Medeiros        |
| 2     | Marcelo Medeiros (Yamaha Raptor 700)        | 06:21:06 | Marcelo Medeiros        |
| 3     | Alexandre Giroud (Yamaha Raptor 700)        | 05:43:34 | Juraj Varga             |
| 4     | Manuel Andújar (Yamaha Raptor 700)          | 03:35:06 | Manuel Andújar          |
| 5     | Marcelo Medeiros (Yamaha Raptor 700)        | 01:51:09 | Manuel Andújar          |
| 6     | Alexandre Giroud (Yamaha Raptor 700)        | 09:57:12 | Manuel Andújar          |
| 7     | Alexandre Giroud(Yamaha Raptor 700)         | 06:51:26 | Manuel Andújar          |
| 8     | Manuel Andújar (Yamaha Raptor 700)          | 04:24:40 | Manuel Andújar          |
| 9     | Alexandre Giroud (Yamaha Raptor 700)        | 05:49:34 | Manuel Andújar          |
| 10    | Manuel Andújar (Yamaha Raptor 700)          | 04:49:23 | Manuel Andújar          |
| 11    | Alexandre Giroud (Yamaha Raptor 700)        | 06:13:57 | Manuel Andújar          |
| 12    | Alexandre Giroud (Yamaha Raptor 700)        | 02:05:14 | Manuel Andújar          |

### Coches
| Etapa | Ganador de la etapa  | Tiempo   | Líder de la general |
| ----- | -------------------- | -------- | ------------------- |
| Pr    | Mattias Ekström      | 00:16:30 |                     |
| 1     | Guillaume De Mévius  | 04:35:59 | Guillaume De Mévius |
| 2     | Stéphane Peterhansel | 03:54:40 | Carlos Sainz        |
| 3     | Lucas Moraes         | 04:14:51 | Yazeed Al-Rajhi     |
| 4     | Sébastien Loeb       | 02:36:02 | Yazeed Al-Rajhi     |
| 5     | Nasser Al-Attiyah    | 01:37:25 | Yazeed Al-Rajhi     |
| 6     | Sébastien Loeb       | 07:21:56 | Carlos Sainz        |
| 7     | Sébastien Loeb       | 04:56:39 | Carlos Sainz        |
| 8     | Mattias Ekström      | 03:16:15 | Carlos Sainz        |
| 9     | Sébastien Loeb       | 04:17:33 | Carlos Sainz        |
| 10    | Guerlain Chicherit   | 03:19:27 | Carlos Sainz        |
| 11    | Guerlain Chicherit   | 04:43:00 | Carlos Sainz        |
| 12    | Sébastien Loeb       | 01:39:40 | Carlos Sainz        |

### Challenger (T3)
| Etapa | Ganador de la etapa                                               | Tiempo   | Líder de la general                             |
| ----- | ----------------------------------------------------------------- | -------- | ----------------------------------------------- |
| Pr    | Eryk Goczał Oriol Mena (Taurus T3 MAX)                            | 00:17:34 |                                                 |
| 1     | Marek Goczał Maciej Marton (Taurus T3 MAX)                        | 05:37:04 | Marek Goczał Maciej Marton (Taurus T3 MAX)      |
| 2     | Mitchell Guthrie Kellon Walch (Taurus T3 MAX)                     | 04:28:17 | Marek Goczał Maciej Marton (Taurus T3 MAX)      |
| 3     | Mitchell Guthrie Kellon Walch (Taurus T3 MAX)                     | 04:39:08 | Marek Goczał Maciej Marton (Taurus T3 MAX)      |
| 4     | Ignacio Casale Álvaro León (Yamaha X-Raid YXZ)                    | 03:12:30 | Marek Goczał Maciej Marton (Taurus T3 MAX)      |
| 5     | Francisco López Contardo Juan Pablo Latrach (CAN-AM Maverick XRS) | 01:40:47 | Marek Goczał Maciej Marton (Taurus T3 MAX)      |
| 6     | Cristina Gutiérrez Pablo Moreno (Taurus T3 MAX)                   | 08:09:40 | Mitchell Guthrie Kellon Walch (Taurus T3 MAX)   |
| 7     | Mitchell Guthrie Kellon Walch (Taurus T3 MAX)                     | 05:35:09 | Mitchell Guthrie Kellon Walch (Taurus T3 MAX)   |
| 8     | Saleh Alsaif Nasser Alkuwari (GRallyTeam GRally)                  | 03:35:28 | Mitchell Guthrie Kellon Walch (Taurus T3 MAX)   |
| 9     | Nicolás Cavigliasso Valentina Pertegarini (Taurus T3 MAX)         | 04:47:58 | Mitchell Guthrie Kellon Walch (Taurus T3 MAX)   |
| 10    | Marcelo Tiglia Gastaldi Carlos Sachs (Taurus T3 MAX)              | 03:44:13 | Mitchell Guthrie Kellon Walch (Taurus T3 MAX)   |
| 11    | Nicolás Cavigliasso Valentina Pertegarini (Taurus T3 MAX)         | 05:19:13 | Mitchell Guthrie Kellon Walch (Taurus T3 MAX)   |
| 12    | Marcelo Tiglia Gastaldi Carlos Sachs (Taurus T3 MAX)              | 01:55:22 | Cristina Gutiérrez Pablo Moreno (Taurus T3 MAX) |

### SSV (T4)
| Etapa | Ganador de la etapa | Tiempo   | Líder de la general |
| ----- | ------------------- | -------- | ------------------- |
| Pr    | Xavier de Soultrait | 00:18:38 |                     |
| 1     | Rodrigo Varela      | 05:36:37 | Rodrigo Varela      |
| 2     | Gerard Farrés Güell | 04:50:53 | Gerard Farrés Güell |
| 3     | Yasir Seaidan       | 04:39:28 | Gerard Farrés Güell |
| 4     | João Ferreira       | 03:13:09 | Gerard Farrés Güell |
| 5     | Xavier de Soultrait | 01:44:56 | Jérôme de Sadeleer  |
| 6     | Xavier de Soultrait | 08:25:10 | Yasir Seaidan       |
| 7     | João Ferreira       | 05:49:37 | Xavier de Soultrait |
| 8     | João Ferreira       | 03:46:46 | Xavier de Soultrait |
| 9     | Cristiano Batista   | 05:02:30 | Xavier de Soultrait |
| 10    | Sara Price          | 03:51:19 | Xavier de Soultrait |
| 11    | Jérôme de Sadeleer  | 05:21:36 | Xavier de Soultrait |
| 12    | Florent Vayssade    | 02:00:57 | Xavier de Soultrait |

### Camiones
| Etapa | Ganador de la etapa                     | Tiempo   | Líder de la general |
| ----- | --------------------------------------- | -------- | ------------------- |
| Pr    | Janus van Kasteren (Iveco PowerStar)    | 00:19:34 |                     |
| 1     | Janus van Kasteren (Iveco PowerStar)    | 04:55:25 | Janus van Kasteren  |
| 2     | Janus van Kasteren (Iveco PowerStar)    | 04:36:12 | Janus van Kasteren  |
| 3     | Martin Macík (Iveco PowerStar)          | 05:01:08 | Janus van Kasteren  |
| 4     | Janus van Kasteren (Iveco PowerStar)    | 03:00:49 | Janus van Kasteren  |
| 5     | Martin Macík (Iveco PowerStar)          | 01:52:25 | Janus van Kasteren  |
| 6     | Martin Macík (Iveco PowerStar)          | 08:35:53 | Martin Macík        |
| 7     | Martin Macík (Iveco PowerStar)          | 05:40:52 | Martin Macík        |
| 8     | Mitchel Van den Brink (Iveco PowerStar) | 03:38:27 | Martin Macík        |
| 9     | Gert Huzink Renault C460 Hybrid         | 05:04:34 | Martin Macík        |
| 10    | Gert Huzink Renault C460 Hybrid         | 03:40:39 | Martin Macík        |
| 11    | Aleš Loprais (Praga V4S DKR)            | 05:18:50 | Martin Macík        |
| 12    | Aleš Loprais (Praga V4S DKR)            | 01:56:41 | Martin Macík        |

### Mission 1000
| Etapa | Ganador de la etapa | Puntos | Líder de la general |
| ----- | ------------------- | ------ | ------------------- |
| Pr    |                     |        |                     |
| 1     | Sylvain Espinasse   | 10     | Sylvain Espinasse   |
| 2     | Willy Jobard        | 10     | Willy Jobard        |
| 3     | Jordi Juvanteny     | 20     | Jordi Juvanteny     |
| 4     | Wenmin Su           | 10     | Jordi Juvanteny     |
| 5     |                     |        | Jordi Juvanteny     |
| 6     | Jean Michel Paulhe  | 20     | Jordi Juvanteny     |
| 7     | Jordi Juvanteny     | 25     | Jordi Juvanteny     |
| 8     | Wenmin Su           | 20     | Jordi Juvanteny     |
| 9     | Jean Michel Paulhe  | 20     | Jordi Juvanteny     |
| 10    | Jordi Juvanteny     | 20     | Jordi Juvanteny     |
| 11    | Wenmin Su           | 15     | Jordi Juvanteny     |
| 12    | Jordi Juvanteny     | 25     | Jordi Juvanteny     |

### Clásicos
| Etapa | Ganador de la etapa | Puntos | Líder de la general |
| ----- | ------------------- | ------ | ------------------- |
| Pr    | Juan Morena         | 3      |                     |
| 1     | Lorenzo Traglio     | 38     | Lorenzo Traglio     |
| 2     | Juan Morena         | 15     | Carlos Santaolalla  |
| 3     | Carlos Santaolalla  | 49     | Carlos Santaolalla  |
| 4     | Carlos Santaolalla  | 24     | Carlos Santaolalla  |
| 5     | Ondřej Klymčiw      | 21     | Ondřej Klymčiw      |
| 6     | Carlos Santaolalla  | 92     | Carlos Santaolalla  |
| 7     | Carlos Santaolalla  | 32     | Carlos Santaolalla  |
| 8     | Lorenzo Traglio     | 67     | Ondřej Klymčiw      |
| 9     | Carlos Santaolalla  | 43     | Carlos Santaolalla  |
| 10    | Carlos Santaolalla  | 31     | Carlos Santaolalla  |
| 11    | Lorenzo Traglio     | 9      | Carlos Santaolalla  |
| 12    | Carlos Santaolalla  | 15     | Carlos Santaolalla  |

## Clasificación general
Fuente: dakar.com

### Motos
| Pos. | Piloto               | Vehículo                    | Tiempo   | Diferencia |
| ---- | -------------------- | --------------------------- | -------- | ---------- |
| 1    | Ricky Brabec         | Honda CRF 450 Rally         | 51:30:08 | -----      |
| 2    | Ross Branch          | Hero 450 Rally              | 51:41:01 | + 00:10:53 |
| 3    | Adrien van Beveren   | Honda CRF 450 Rally         | 51:42:33 | + 00:12:25 |
| 4    | Kevin Benavides      | KTM 450 Rally Factory       | 52:08:56 | + 00:32:48 |
| 5    | Toby Price           | KTM 450 Rally Factory       | 52:15:36 | + 00:45:28 |
| 6    | José Ignacio Cornejo | Honda CRF 450 Rally         | 52:16:46 | + 00:46:38 |
| 7    | Luciano Benavides    | Husqvarna 450 Rally Factory | 52:23:39 | + 00:53:31 |
| 8    | Daniel Sanders       | Gas Gas 450 Rally Factory   | 52:44:40 | + 01:14:32 |
| 9    | Stefan Svitko        | KTM 450 Rally Réplica       | 53:23:36 | + 01:56:28 |
| 10   | Martin Michek        | KTM 450 Rally Réplica       | 52:18:57 | + 02:48:29 |

### Quads
| Pos. | Piloto             | Vehículo          | Tiempo    | Diferencia  |
| ---- | ------------------ | ----------------- | --------- | ----------- |
| 1    | Manuel Andújar     | Yamaha Raptor 700 | 64:16:53  | -----       |
| 2    | Alexandre Giroud   | Yamaha Raptor 700 | 64:20:52  | + 00:07:59  |
| 3    | Juraj Varga        | Yamaha Raptor 700 | 68:20:18  | + 04:04:25  |
| 4    | Laisvydas Kancius  | Yamaha Raptor 700 | 71:30:38  | + 07:13:45  |
| 5    | Antanas Kanopkinas | CFMotor CForce    | 113:25:50 | + 49:08:57  |
| 6    | Samuel Desbuisson  | Yamaha Raptor 700 | 192:43:55 | + 128:26:02 |
| 7    | Alnoumesi Hani     | Yamaha Raptor 700 | 200:03:28 | + 135:46:35 |

### Coches
| Pos. | Piloto              | Vehículo                     | Tiempo   | Diferencia |
| ---- | ------------------- | ---------------------------- | -------- | ---------- |
| 1    | Carlos Sainz        | Audi RSQ e-tron E2           | 48:15:18 | -----      |
| 2    | Guillaume De Mévius | Toyota Hilux Overdrive       | 49:35:43 | + 01:20:25 |
| 3    | Sébastien Loeb      | Prodrive Hunter T1+          | 49:44:30 | + 01:29:12 |
| 4    | Guerlain Chicherit  | Toyota Hilux Overdrive       | 49:51:17 | + 01:35:59 |
| 5    | Martin Prokop       | Ford Raptor RS Cross Country | 50:32:01 | + 02:16:43 |
| 6    | Guy David Botterill | Toyota Hilux Overdrive       | 50:55:51 | + 02:40:33 |
| 7    | Giniel de Villiers  | Toyota Hilux Overdrive       | 51:05:44 | + 02:50:26 |
| 8    | Benediktas Vanagas  | Toyota Hilux Overdrive       | 51:12:35 | + 02:57:17 |
| 9    | Lucas Moraes        | Toyota Hilux Overdrive       | 51:18:30 | + 03:03:12 |
| 10   | Mathieu Serradori   | Century CR6-T                | 51:19:30 | + 03:04:12 |

### Challenger (T3)
| Pos. | Piloto                   | Vehículo                  | Tiempo   | Diferencia |
| ---- | ------------------------ | ------------------------- | -------- | ---------- |
| 1    | Cristina Gutiérrez       | Taurus T3 Max             | 53:59:47 | -----      |
| 2    | Mitch Guthrie            | Taurus T3 Max             | 54:36:33 | +0:36:46   |
| 3    | Rokas Baciuška           | Can-Am Maverick XRS Turbo | 54:58:34 | +0:58:47   |
| 4    | Francisco López Contardo | Can-Am Maverick XRS       | 55:11:07 | +1:11:20   |
| 5    | Austin Jones             | Can-Am Maverick XRS       | 55:44:34 | +1:44:47   |
| 6    | Saleh Alsaif             | GRally OT3                | 57:11:14 | +3:11:27   |
| 7    | Marcelo Gastaldi         | Taurus T3-Max             | 57:53:35 | +3:53:48   |
| 8    | Ricardo Porém            | Can-Am MMP T3 Rally Raid  | 58:46:29 | +4:46:42   |
| 9    | Nicolás Cavigliasso      | Taurus T3-Max             | 60:36:06 | +6:36:19   |
| 10   | Paul Spierings           | Can-Am Maverick X3        | 61:38:22 | +7:38:35   |

### SSV (T4)
| Pos. | Piloto                | Vehículo            | Tiempo   | Diferencia |
| ---- | --------------------- | ------------------- | -------- | ---------- |
| 1    | Xavier de Soultrait   | Polaris RZR         | 56:37:43 | -----      |
| 2    | Jérôme de Sadeleer    | Can-Am Maverick XRS | 56:40:08 | + 0:02:25  |
| 3    | Yasir Seaidan         | Can-Am Maverick XRS | 57:42:11 | + 1:04:28  |
| 4    | Sara Price            | Can-Am Maverick XRS | 57:48:58 | + 1:11:15  |
| 5    | João Ferreira         | Can-Am Maverick XRS | 57:56:35 | + 1:18:52  |
| 6    | Sebastian Guayasamin  | Can-Am Maverick     | 60:20:44 | + 3:43:01  |
| 7    | Cristiano Batista     | Can-Am Maverick XRS | 61:10:31 | + 4:32:48  |
| 8    | Gerard Farrés         | Can-Am Maverick XRS | 61:20:04 | + 4:42:21  |
| 9    | Emilija Gelažninkienė | Can-Am Maverick X3  | 67:44:45 | + 11:07:02 |
| 10   | Florent Vayssade      | Polaris RZR Pro R   | 67:53:35 | + 11:15:52 |

### Camiones
| Pos. | Piloto               | Vehículo                | Tiempo   | Diferencia |
| ---- | -------------------- | ----------------------- | -------- | ---------- |
| 1    | Martin Macík         | Iveco PowerStar         | 54:03:33 | -----      |
| 2    | Aleš Loprais         | Praga V4S DKR           | 55:18:07 | + 1:14:34  |
| 3    | Martin van den Brink | Iveco PowerStar         | 56:43:55 | + 2:40:22  |
| 4    | Janus van Kasteren   | Iveco PowerStar         | 58:06:02 | + 4:02:29  |
| 5    | Jaroslav Valtr       | Tatra Phoenix Buggyra   | 59:09:42 | + 5:06:09  |
| 6    | Martin Šoltys        | Tatra 815               | 63:12:16 | + 9:08:43  |
| 7    | Ben van de Laar      | Iveco 4x4 DRNL          | 64:52:59 | + 10:49:26 |
| 8    | Richard de Groot     | Iveco PowerStar Torpedo | 67:48:48 | + 13:45:15 |
| 9    | Tomáš Vrátný         | Tatra Jamal             | 68:27:25 | + 14:23:52 |
| 10   | Teruhito Sugawara    | Hino 600-Hybrid         | 72:58:33 | + 18:55:00 |

### Clásicos
| Pos. | Piloto             | Vehículo                  | Puntaje | Diferencia |
| ---- | ------------------ | ------------------------- | ------- | ---------- |
| 1    | Juan Morera        | Toyota Land Cruiser HDJ80 | 428     | -----      |
| 2    | Carlos Santaolalla | Toyota Land Cruiser HDJ80 | 529     | + 101      |
| 3    | Paolo Bedeschi     | Toyota Land Cruiser BJ71  | 631     | + 203      |
| 4    | Riccardo Garosci   | Nissan Terrano II         | 813     | + 385      |
| 5    | Serge Mogno        | Toyota Land Cruiser HDJ80 | 889     | + 461      |
| 6    | Dirk Van Rompuy    | Toyota Land Cruiser HDJ80 | 923     | + 495      |
| 7    | Erik Qvick         | Toyota Land Cruiser HDJ80 | 1055    | + 627      |
| 8    | Julien Texier      | Porsche Martini           | 1163    | + 735      |
| 9    | René Declercq      | Volkswagen Iltis          | 1114    | + 986      |
| 10   | Cédric Zolliker    | Toyota Land Cruiser HDJ80 | 1732    | + 1304     |